# Рено, Альбер (органист)
Альбер Рено (фр. Albert Renaud; 1855, Париж — 1924, Париж) — французский органист и композитор.
Сын Феликса Виктора Рено (1823—1872), органиста парижского собора Сен-Сюльпис. С 1867 г. ассистировал своему отцу как второй органист (на хорах). Окончил Парижскую консерваторию, где среди его учителей были Жюль Массне, Камиль Сен-Санс, Сезар Франк и др.
Непродолжительное время служил органистом в кафедральном соборе Ренна, затем вернулся в Париж и в 1878—1891 гг. был главным органистом собора Сен-Франсуа-Ксавье, а затем до конца жизни — собора Сен-Жермен в Сен-Жермен-ан-Ле.
Автор многочисленных сочинений для органа, из которых наибольшую известность завоевала Токката ре минор Op. 108 No. 1, посвящённая Александру Гильману, исполнявшему её, в частности, на Всемирной выставке 1904 года в Сент-Луисе. Альберу Рено принадлежит также ряд аранжировок для органа, в том числе Готической симфонии Бенжамена Годара. Пробовал себя в жанре оперетты, наиболее успешная работа — «Солнце в полночь» (фр. Le soleil à minuit; 1898, либретто Шарля Нюитте и Александра Бомона)